# 絕命凱特
《絕命凱特》（英語：Kate）是一部2021年美國動作驚悚電影，由賽德瑞克·尼可拉斯-托楊執導，瑪麗·伊莉莎白·文斯蒂德、伍迪·哈里遜、米庫·馬蒂諾、麥可·俞斯曼、淺野忠信、國村隼和MIYAVI主演。故事講述一名疲憊不堪的殺手在退休前被指派去刺殺一名黑幫老大，但卻遭人暗算，導致她得在24小時內找出毒害自己的人。本片於2021年9月10日上線Netflix。

## 劇情
殺手凱特在大阪執行暗殺任務，奉命在貨運碼頭狙擊東京極道老大木島的弟弟健太郎，但現場環境與情報有異，除了健太郎本人外，其女兒安妮亦同樣在場。凱特本想中止行動，但組織要求她繼續執行命令。最終凱特在安妮面前將健太郎槍殺。 
一年後，飽受暗殺健太郎一事困擾的凱特向如同其養父一般的聯絡員瓦力克表示自己非常厭倦這種生活，而瓦力克答應她完成最後一次任務後便讓她退休。於是凱特便前往東京，並在當晚到東京的一所旅店酒吧喝悶酒，期間被一位名為史蒂芬的男子搭訕並展開一夜情。隨後，凱特前往執行任務，這次的刺殺對象是極道最大勢力木島組的老大木島。但凱特卻因身體不適而失手，撤退時再度因為身體不適而翻車。凱特被送到醫院，而醫生告知其體內驗出大量釙204元素，壽命只剩下一天左右。由於凱特在任務前只見過史蒂芬和喝過他斟的紅酒，因此認為是史蒂芬下毒暗算她的。於是她便到史蒂芬的住處迫問其，而史蒂芬指他只是被木島組幹部佐藤用其妻子的性命威脅才這麼做，而他亦不知道自己下的是劇毒。凱特隨後聯絡瓦力克，並從他口中得知佐藤通常會留連位於市郊的黑蜥蜴飯店。於是凱特前往黑蜥蜴飯店並找到木島組幹部佐藤一雄，迫問木島的下落，但佐藤和其他幹部堅稱不知道，凱特隨即大開殺界，最終一名膽小的手下向凱特提議可以找木島的侄女安妮。 
凱特在一所夜總會找到安妮，並拿槍威脅她，要她致電木島，但安妮表示她沒有木島的電話號碼，只能打給木島的高級顧問蓮司，要木島到指定地點。蓮司聽到安妮被綁架後表面上非常擔心，並答應會讓木島準時出現。但實際上野心勃勃的他反而希望安妮能夠死去，讓木島失去接班人。因此他並沒有將此告訴木島，更派親信信三去將凱特和安妮殺死。另一邊廂，安妮被凱特綁架的一路上一直抱怨，直到在廁所看見凱特身上的傷疤，認為她是一名堅強的女子，與自己很像，開始對凱特有些好感，但隨即被凱特綁在廁格內，並獨自前往約定地點。信三和大批手下在約定地點出現，並開始與凱特互相廝殺。同時，安妮掙脫了束縛並逃了出來，剛好碰上信三。安妮本以為信三是來救她的，但信三卻用槍指著她準備將她殺害。在千鈞一發之際，凱特從後殺出並將信三及其手下反殺，安妮亦瞬間明白信三是蓮司派來殺她而不是救她的。明白安妮沒有利用價值的凱特隨即將她撇下獨自離開，但無家可歸的安妮則跟著凱特，希望凱特能保護她免受蓮司的追殺。凱特在安妮身上看到自己的影子，且因為身體開始不適需要幫忙而答允讓安妮跟著她，安妮亦提議可以去找蓮司的男友城島來查出蓮司的下落。 
凱特和安妮隨即殺入城島的住所，但城島不但不肯出賣蓮司，更主動攻擊凱特，並一度壓制凱特，卻被安妮撿起地上的手槍射殺。二人隨後在城島的手機找到蓮司的位置，並前往堵截蓮司。蓮司謊稱自己只是受木島指使，因此凱特給了他一條生路，然後出發去找木島算帳。凱特在木島家的祖屋找到了木島，卻發現木島並不是幕後黑手。健太郎是蓮司僱人殺害，而木島也只是極道權鬥中的受害者。木島亦向凱特透露幕後的指使者其實是殺手組織頭目的瓦力克。與此同時，瓦力克找上留在祖屋外的安妮，並告知她凱特其實是殺害她父母的兇手。憤怒的安妮拒絕聆聽凱特的解釋，在她離開祖屋時將她射傷，並跟隨瓦力克離開。 
害怕安妮誤入歧途的凱特打算用她最後的生命來營救安妮，遂與木島及其手下一同前往瓦力克和蓮司的藏身處－中松企業。瓦力克與蓮司的對話中透露是蓮司未經批准便用釙204毒害凱特，令瓦力克非常不滿，並拒絕蓮司與他一同離開，要求他留下收拾自己闖出來的禍，隨即挾持著安妮到大廈頂樓準備乘直昇機離開。但凱特等人很快便突破重圍，蓮司與木島用武士刀決鬥，卻被迅速擊敗並斬首，而凱特則趕到頂層與瓦力克對峙。瓦力克對凱特表示他一輩子唯一愛過的人就是凱特，但凱特反駁他只是在利用她，他一輩子唯一愛的就是自己。二人隨即拔槍，瓦力克被凱特打中了要害而亡。最後，凱特就安妮父母的死向她道歉，並在對方的懷中因毒發死去。

## 演員
- 瑪麗·伊莉莎白·文斯蒂德 飾演 凱特（Kate），本打算完成最後一票便退休的殺手，卻意外被人用釙204毒害，只剩下一天壽命[3][4]。
  - 艾蜜莉亞·克勞奇（Amelia Crouch） 飾演 幼年時期的凱特[5]
  - 愛娃·卡約菲妮絲（Ava Caryofyllis） 飾演 少年時期的凱特[5]
  - 嘉瑪·布魯克·艾倫（Gemma Brooke Allen） 飾演 青年時期的凱特
- 伍迪·哈里遜 飾演 瓦力克（Varrick），殺手組織的頭目，凱特的養父兼接頭員，表面上關心凱特，實為與蓮司勾結的野心家[3][4]。
- 米庫·馬蒂諾（Miku Martineau） 飾演 安妮（Ani），健太郎的女兒，木島的侄女，因被蓮司派人追殺而被迫與凱特一起行動[3][4]。
- 淺野忠信 飾演 蓮司（Renji），木島組高級顧問，野心勃勃，希望除掉木島一家成為會長[3][4]。
- 國村隼 飾演 木島（Kijima），東京極道最大勢力木島組的老大，一度被凱特誤以為是毒害她的指使者[3][4]。
- 麥可·俞斯曼 飾演 史蒂芬·邁爾斯（Stephen Myers），受木島組控制的外國人，在不知情的情況下毒害了凱特[3][4]。
- MIYAVI 飾演 城島（Jojima），蓮司的男友，身手不凡的殺手[3][6]。
- 田邊和也（日语：田邊和也） 飾演 信三（Shinzo），木島組幹部，蓮司的親信[3][4]。

此外，山本真理飾演加奈子（Kanako），她是邁爾斯的妻子；拜倫·畢曉普（Bryon Bishop）飾演健太郎（Kentaro），木島的弟弟，原為木島組的高級顧問，一年前被凱特暗殺；西山浩司和小林裕幸分別飾演佐藤一雄（Sato Kazuo）和若尾（Wakagashira），兩人是木島組的幹部。另外，日本女子搖滾組合BAND-MAID客串飾演了在夜店表演的樂隊。

## 製作
2017年10月，Netflix取得烏邁爾·阿萊姆提交的電影劇本初稿，並邀請了大衛·雷奇、凱莉·麥考密克、布萊恩·安克萊斯和斯科特·摩根擔任製片人。電影預算達2500萬美元。2018年12月，賽德瑞克·尼可拉斯-托楊簽約確認執導電影。2019年4月，瑪麗·伊莉莎白·文斯蒂德宣佈出演電影。同年7月，伍迪·哈里遜宣佈加盟劇組。同年9月，麥可·俞斯曼、淺野忠信和國村隼亦宣佈出演。11月，日本五人女子搖滾組合BAND-MAID確認會於電影中客串。 
電影的主體拍攝於2019年9月16日開始，11月29日結束，拍攝地點包括泰國、日本東京和美國洛杉磯。 

## 發行
《絕命凱特》由Netflix發行，並於2021年9月10日上映。 

## 評價
《絕命凱特》的評價褒貶不一。爛蕃茄根據57條評論，持有42%的新鮮度，平均得分為5.00／10。該網站的評論普遍認為瑪麗·伊麗莎白·溫斯特德飾演主角凱特的表現確實引人入勝，但《凱特》這部電影卻像是一部由坊間女殺手電影衍生的作品，令人失望。IMDb根據3,151名用戶的評分給予6.5／10，而Metacritic根據20則評論，給予46／100的分數，評價褒貶不一。《Polygon》影評人羅克薩娜·哈達迪（Roxana Hadadi）讚揚瑪麗·伊莉莎白·文斯蒂德的演技和動作場面扣人心弦，但主角凱特和安妮的角色塑造並不立體。《洛杉磯時報》評論人邁克爾·奧多拿（Michael Ordoña）亦批評本片的對話和角色發展缺乏活力，主角凱特和安妮之間關係的變化也只是輕輕帶過，不過讚揚本片的拍攝手法、道具設計以及打鬥動作安排非常出色。而《紐約時報》評論人特奧·畢比特（Teo Bugbee）則提到本片以日本為背景，加入了不少日本元素，例如氖燈跑車、歌舞伎和武士刀格鬥，但有不少橋段因故意加入日本的產物而變得低廉且沉悶。除此之外，不少網民批評本電影有種族歧視之嫌，指本片的主要內容又是典型的白人主角大量殘殺亞裔角色。

## 外部連結
- 互联网电影数据库（IMDb）上《絕命凱特》的资料（英文）
- 豆瓣电影上《絕命凱特》的資料 （简体中文）